# Kościół w Atlingbo
Kościół w Atlingbo – średniowieczny kościół znajdujący się na wyspie Gotlandia, w Szwecji.

## Historia
Pierwotnie na miejscu kościoła stał chór, wzniesiony około 1150 roku. Jego pozostałości odnaleziono w trakcie renowacji w latach 1956–1957.
Do najstarszych części kościoła należy chór i apsyda, wzniesione na miejscu pierwotnego chóru na początku XIII wieku. Wieża kościoła nigdy nie została ukończona zgodnie z początkowym projektem. Zakrystia powstała w latach 1800–1801. W latach 1956–1957 na wniosek Olle Kartha, architekta hrabstwa Visby, przeprowadzono gruntowną renowację kościoła. Naprawiono dach wieży, a ręcznie wykonane dachówki z XIX wieku zostały zastąpione nowymi. Zewnętrzny tynk został gruntownie odnowiony, a na wieży (po zachodniej stronie) i na dachu nawy zamontowano drewniane rynny. Wewnątrz odrestaurowano ściany i łuki, podłoga została położona na nowo, ławki wymieniono i odmalowano. Chrzcielnica została przeniesiona do północno-wschodniej części nawy. Zainstalowano oświetlenie elektryczne i system ogrzewania wodnego z kotłownią w zakrystii. 
W 1892 roku wstawione zostały organy zbudowane przez Åkerman & Lund.
W 1997 roku przeprowadzono renowację zewnętrzną. Prace obejmowały naprawę dachu wieży oraz oczyszczenie, otynkowanie i wapnowanie fasad. Wszystkie dachówki zostały odnowione, zainstalowano nowy system ochrony odgromowej. 
Najcenniejszym wyposażeniem kościoła jest chrzcielnica z XII wieku, ołtarz z XVII wieku oraz ambona wykonana przez Rasmusa Feldermana w 1693 roku.

## Galeria

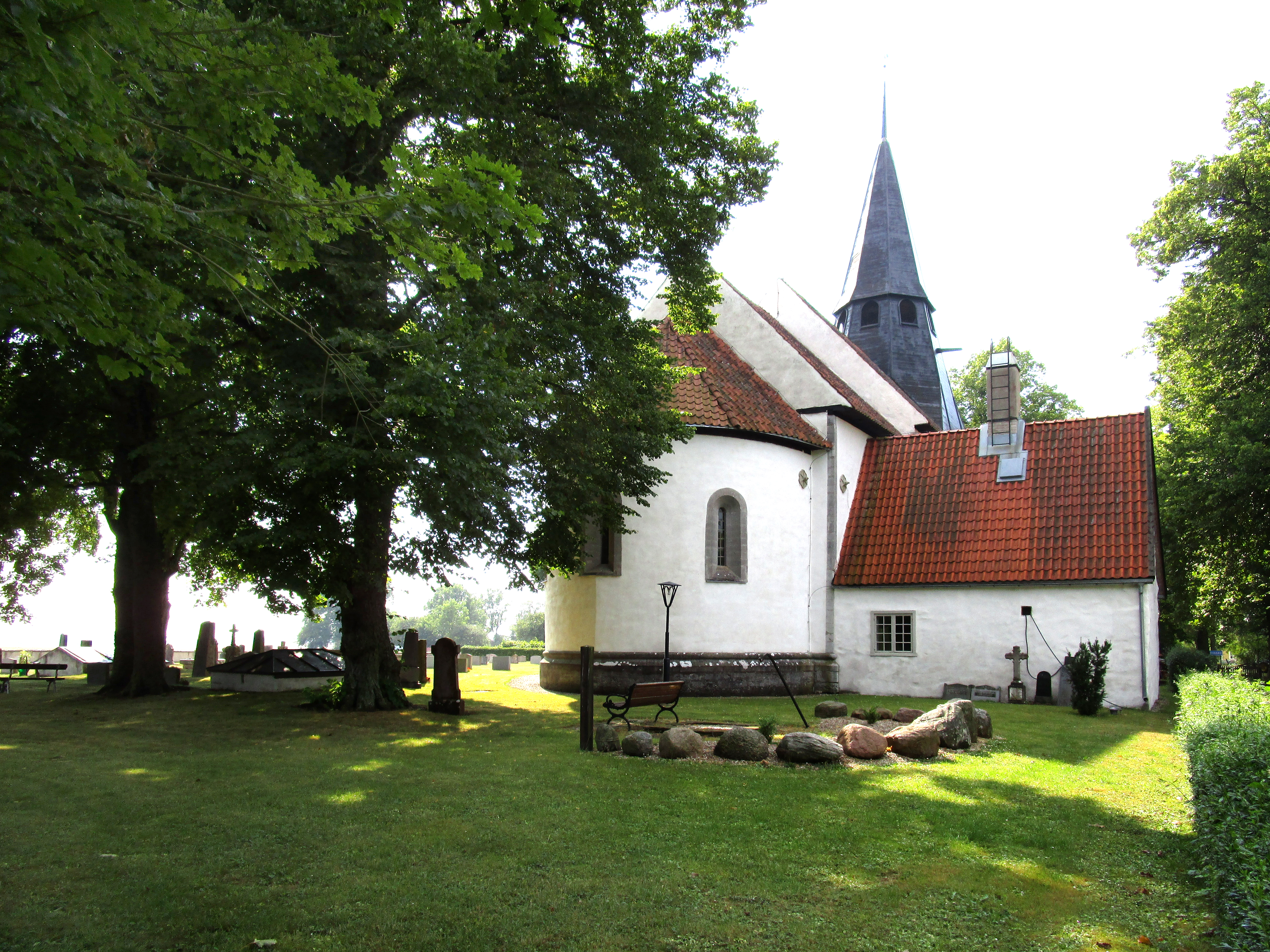
Budynek kościoła
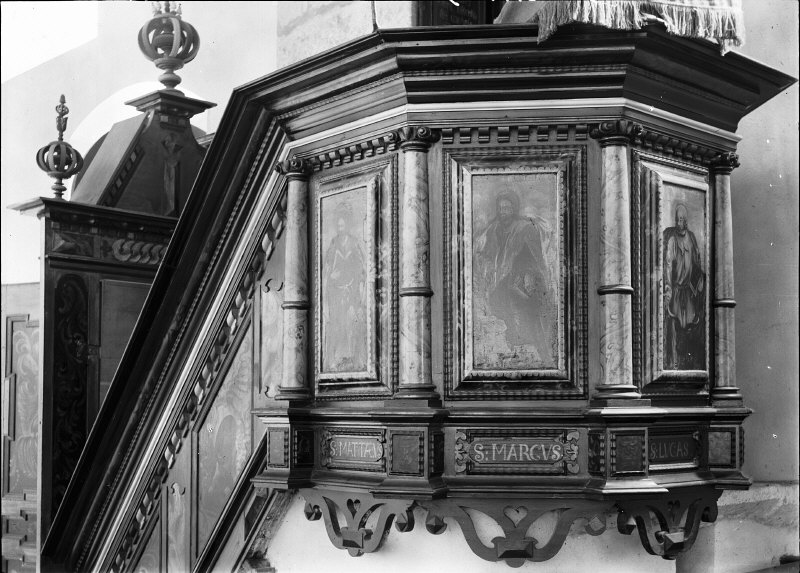
Ambona w kościele
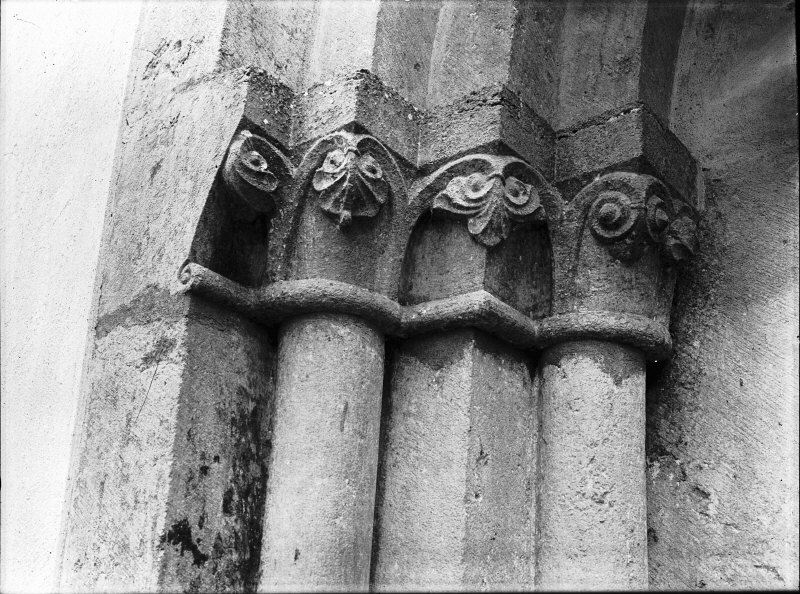
Detal architektoniczny
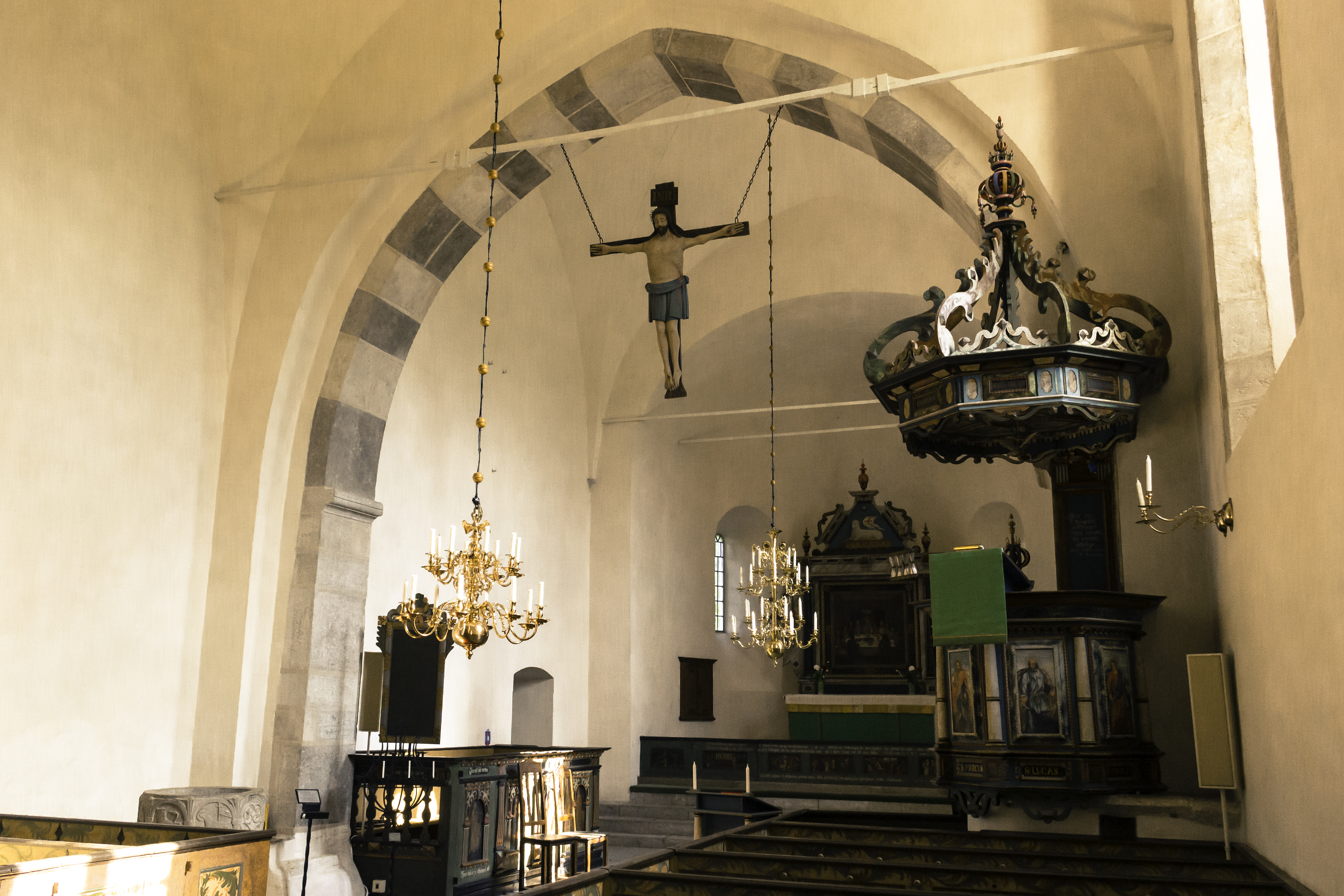
Wnętrze